# Dioptrochasma
Dioptrochasma là một chi bướm đêm thuộc họ Geometridae.